# شیبی، فوجیان
شیبی، فوجیان (به لاتین: Shibi) یک شهرک در جمهوری خلق چین است که در نینگهوا واقع شده‌است.